# Молино Нуово (Ђенова)
Молино Нуово је насеље у Италији у округу Ђенова, региону Лигурија.
Према процени из 2011. у насељу је живело 136 становника. Насеље се налази на надморској висини од 61 м.